# Breebaart

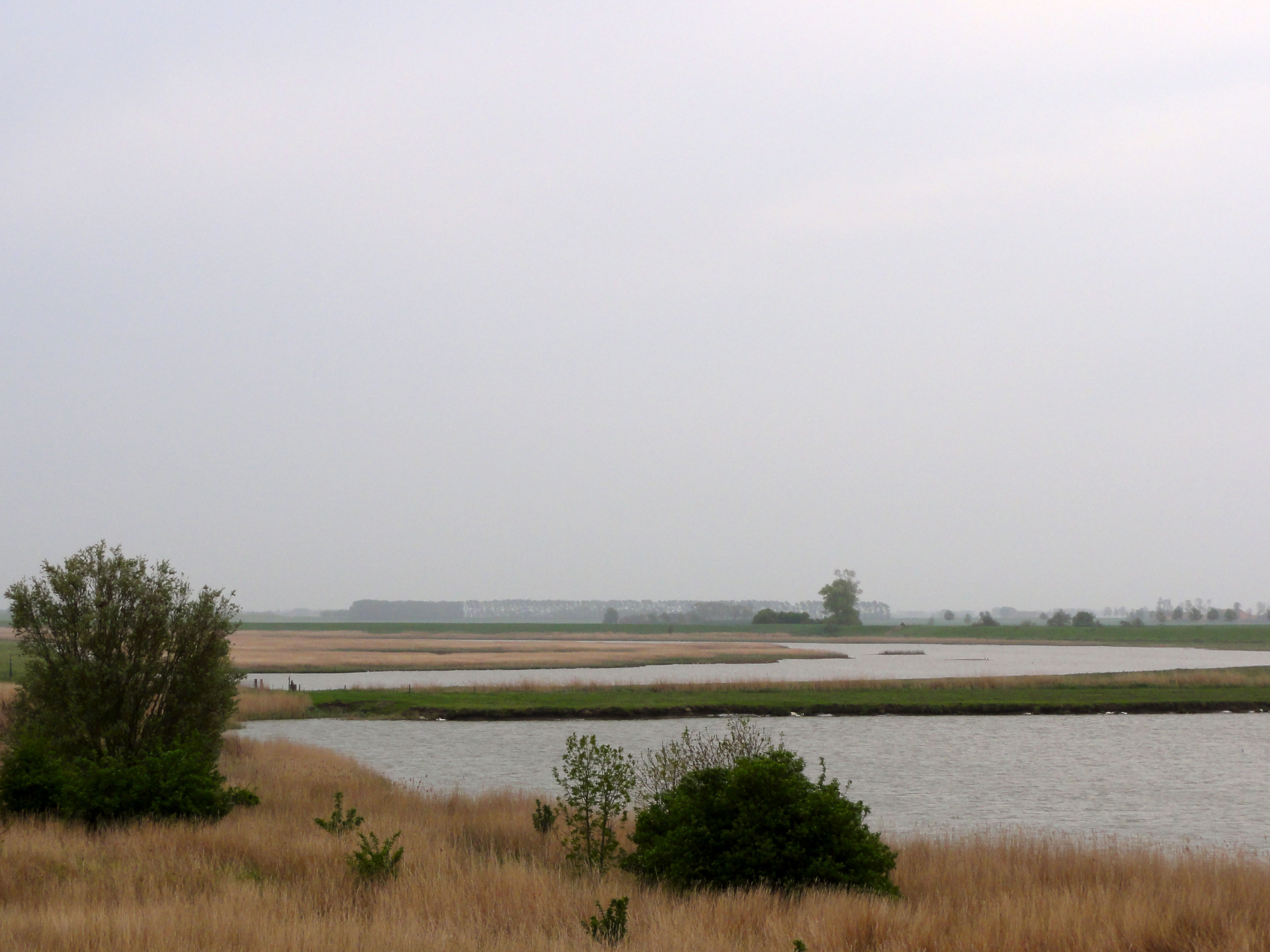
De polder Breebaart anno 2011

De Breebaart (ook: Breebaartpolder) is een langgerekte polder van 63 hectare in de Nederlandse provincie Groningen, gelegen ten zuidwesten van de Punt van Reide, aan de Dollard. De polder werd ingedijkt in 1979 en is daarmee het laatst ingepolderde stuk land van Groningen. Het vormt nu een natuurgebied waar veel vogels voorkomen. De polder is opengesteld voor recreatie, waarvoor wandelpaden, een bezoekerscentrum (Reiderhoeve) en een vogelkijkhut zijn aangelegd.
De naam van de polder komt van Klaas Breebaart, die in 1878 lokaal bestuurder werd van de in dat jaar ingepolderde en nu naast de Breebaart gelegen Johannes Kerkhovenpolder (als opvolger van Johannes Kerkhoven).

## Aanleg
De polder ontstond toen in het kader van het Deltaplan een nieuwe zeedijk in de Dollard werd gelegd, enkele honderden meters voor de bestaande dijk. Dit werd gedaan omdat men een kanaal wilde graven van de aangrenzende Punt van Reide naar de Westerwoldse Aa. Dit kanaal werd na prostesten van boeren en milieuactivisten echter geschrapt. Het zuidelijke en lagere deel van de polder was voor de inpoldering al een kwelder, die eerder was aangelegd in het kader van de (stopgezette) landaanwinning. Hiervan zijn de greppels en hoofdgeul voor de afvoer van water nog steeds zichtbaar. Het noordelijke en hogere deel werd na de indijking tot onderdeel van de Punt van Reide gemaakt.

## Omvorming tot natuurgebied
Toen er steeds meer recreatie kwam in de Punt van Reide en de druk op het vogelgebied aldaar als gevolg daarvan steeds hoger werd, besloot milieuorganisatie het Groninger Landschap in 1991 tot de aankoop van de polder met als doel er een natuurgebied van te maken, dat moest zorgen voor een 'verzachting' van de overgang tussen zoet en zout water (brakwater) met als doel de grotendeels verdwenen typische kwelderbegroeiing weer terug te brengen. Deze was door de inpoldering namelijk vervangen door een soortenarme begroeiing met grassen (Engels raaigras en ruw beemdgras met stukjes kamgras en stomp kweldergras).
Om het natuurgebied te realiseren werd in 2000 eerst een geul gegraven over de lengteas van de polder en vervolgens in 2001 een duiker (1 bij 2 meter) door de dijk heen gestoken om zeewater binnen te laten. Tevens werd een vistrap met vijzel aangelegd om de vistrek te herstellen. Sindsdien heeft de kwelderbegroeiing zich snel hersteld. Ook zijn er sindsdien enkele tientallen soorten zout- en zoetwatervissen aangetroffen. Doordat het zoute water slik afzet en omdat natuurbeschermers schelpenbanken (om te broeden) hebben aangelegd is het gebied tevens uitgegroeid tot een groot vogelgebied, waar nu de grootste vogelkolonie kluten van West-Europa leeft. Verder komen er onder andere bontbekplevieren, goudplevieren, zilverplevieren en steenlopers voor. Aan de oostdijk komen zeehonden voor.
De flora en fauna worden gevolgd door Het Groninger Landschap en het waterschap Hunze en Aa's.